# Groninger Studenten Rugby Club
De Groninger Studenten Rugby Club (G.S.R.C.) is een rugbyclub uit Groningen. De vereniging speelt rugby union. De G.S.R.C. speelt haar thuiswedstrijden op Sportpark Corpus den Hoorn.

## Geschiedenis

### 1919–1923
Begin jaren twintig besloten een aantal leden van het huidige GSAVV Forward één team binnen deze vereniging volgens de rugbyfootballregels te laten spelen in plaats van volgens de associationfootballregels (het huidige voetbal). Samen met de Delftsche Studenten Rugby-Club (DSR-C) en de Amsterdamse Studenten Rugby Vereniging (ASRV) werd op 7 september 1920 de Nederlandse Rugby Bond opgericht. In de eerste competitie van de NRB werd er gespeeld tussen studenten uit Amsterdam, Delft en Groningen. In dit jaar werd Forward de eerste Nederlands kampioen rugby. Ondanks dit succes kwam er snel een einde aan de club nadat het grootste gedeelte van de buitenlandse studenten weer vertrokken was.

### 1960
Op 16 oktober 1960 werd de Groningen Studenten Rugby Club opgericht. Deze vereniging speelde op de sportaccommodatie van de Rijksuniversiteit Groningen. Deze vereniging is na een korte, zeer succesvolle periode, in de loop der tijd ten onder gegaan.

### Jaren zeventig – heden
Eind jaren zeventig is binnen R.C. Groningen een studententeam opgezet dat speelde onder de naam Rugby Club Be Quick. Op 15 april 1983 besloot dit team tijdens een ledenvergadering zich volledig af te scheiden van R.C. Groningen. Het team bleef wel spelen op de velden van zijn voormalige moederclub op de Esserberg.
Op 12 augustus 1986 werd tijdens de algemene ledenvergadering op de sociëteit Mutua Fides van het Groningse studentencorps Vindicat atque Polit de Groninger Studenten Rugby Club opgericht.
Vanaf het seizoen 1986–1987 speelde de G.S.R.C. op de velden van West End, het sportpark waar toentertijd ook de GSAVV Forward en de GSHC Forward hun onderkomen hadden. In 1988 kreeg de G.S.R.C. de binnenring van de draf- en renbaan in het Stadspark toegewezen. Sinds 1990 is de G.S.R.C. gehuisvest op sportpark Corpus den Hoorn.
Op dit moment spelen er tussen de zeventig en tachtig zeer verschillende studenten bij de G.S.R.C. en de club is ook een open vereniging. Lidmaatschap van het corps is dus geen vereiste ondanks de nauwe banden tussen de twee verenigingen.

## Kleuren
De G.S.R.C. speelt in het roze-wit-bleu. Er doen verschillende verhalen de ronde over de herkomst van deze kleuren. De meest gangbare verklaring is dat het blauw en wit verwijzen naar het rugby verleden Forward, deze kleuren zijn terug te vinden bij de gelijknamige voetbal en hockeyverenigingen in Groningen. Het roze is de kleur van het Nederlandse Studententeam.

## Teams
De G.S.R.C. komt in het seizoen 2024-2025 uit met twee teams. In het seizoen 2023-2024 heeft het eerste team promotie weten te bemachtigen waardoor het komend seizoen in de 2e klasse Noord van Rugby Nederland zal spelen. Het tweede team zal in de 4e klasse Noord-Oost uitkomen met de sterke ambitie om te promoveren naar de derde klasse. Ook neemt de club deel aan de Jonghe Hondencompetitie, een competitie gemaakt voor beginnende rugbyspelers bij Nederlandse studentenclubs, georganiseerd door de Nederlandse Studenten Rugby Bond (NSRB). Daarnaast neemt de G.S.R.C., als geheel of met verschillende teams, deel aan enige toernooien per jaar. De vereniging heeft verschillende binnenlandse en buitenlandse studenten die het spel van jongs af aan spelen en een groep jongens die nog nooit hadden gespeeld voor hun studententijd.

## Ascot Manor
Nadat de G.S.R.C. in 1988 de binnenring van de drafbaan in het Stadspark toegewezen gekregen had, werd al snel begonnen met de bouw van een passend onderkomen: the Ascot Manor I. Lang heeft deze herensociëteit niet bestaan aangezien eind jaren tachtig de accommodatie moest wijken voor het Gasuniegebouw. In december 1990 werd de Ascot Manor II geopend op het gemeentelijke sportpark Corpus den Hoorn naast het rugbyveld met de hoogste palen van Noord-Nederland. Dit is tot op heden het onderkomen van de G.S.R.C.

## Contacten en oud-leden
De eerste oud-leden van de G.S.R.C. hebben zich in tijdens Pinksteren 1989 verenigd onder de naam Groninger Studenten Rugby Veteranen De Bokkerijders. Er is regelmatig contact tussen de twee verenigingen en eenmaal per jaar is er een wedstrijd tussen de studenten en oud-leden welke de Gouden Klomp is genoemd. De G.S.R.C. is aangesloten bij Rugby Nederland en de Nederlandse Studenten Rugby Bond (N.S.R.B.), is een ondervereniging van de Stichting Academische Centrale voor Lichamelijke Opvoeding (ACLO) en een subvereniging van het Groninger Studenten Corps Vindicat atque Polit.